# قوة مكافحة المخدرات
قوة مكافحة المخدرات المكلف بمكافحة تهريب المخدرات واستخدامها داخل باكستان. 
تعمل القوة تحت مظلة الجيش الباكستاني ووزارة الداخلية ومكافحة المخدرات (باكستان) التي يشغل محسن رضا نقفي منصب وزير لها منذ مارس 2024. كما أن المكتب يتحمل المسؤولية الوحيدة عن تنسيق ومتابعة التحقيقات في المخدرات في باكستان وفي الخارج. الهيئة المشرفة على القوة هي من اختصاص الحكومة الفيدرالية، في حين أنها تتمتع بجميع صلاحيات المفتش العام للشرطة بموجب قانون الشرطة لعام 1961 وجميع السلطات الأخرى بموجب القانون.
في حال وجود أي ضباط أو أفراد من القوات المسلحة، يتمتع المدير العام بكافة السلطات المخولة بموجب قانون الجيش الباكستاني لعام 1952 وقانون القوات الجوية الباكستانية لعام 1953،وقانون البحرية الباكستانية لعام 1961 على التوالي كضابط مفوض لعقد محكمة عسكرية عامة. تتكون القوة من حوالي 3100 عميل في جميع أنحاء البلاد.

## موقع المكتب
يقع المقر الرئيسي لقوة مكافحة المخدرات في روالبندي   ،يسيطر على منطقة نطاقه من خلال مراكز الشرطة المختلفة،
حيث يوجد 9 مديريات في المقر الرئيسي

### المديريات
- مديرية الخدمات اللوجستية
- مديرية التنفيذ(أ، ب، و د)
- مديرية القانون
- مديرية التحقيق المالي
- مديرية التخطيط والتطوير
- مديرية التعاون الدولي
- مديرية تكنولوجيا المعلومات
- مديرية خفض الطلب على المخدرات
- هيئة الأركان
- فرع الطيران

## تاريخ

### هيئة المخدرات الباكستانية
تم تأسيسها في عام 1957،في قسم الإيرادات من اجل الوفاء بالتزامات باكستان بموجب اتفاقية الأفيون الدولية لعام 1925. تتألف الهيئة من ممثلين عن حكومات المقاطعات وبعض الوزارات الفيدرالية

### الهيئة الباكستانية لمراقبة المخدرات
تأسست في عام 1973 مع خمس مديريات إقليمية، استجابة لاتفاقية الأمم المتحدة  لمكافحة المخدرات، مع تفويض لمكافحة المخدرات في البلاد، عملت الهيئة كقسم ملحق بوزارة الداخلية حتى عام 1989 بقوة 883 من جميع الرتب. تم تأسيس قسم مكافحة المخدرات عام 1989واصبحت الهيئة القسم الثاني.

### فرقة العمل لمكافحة المخدرات
تألفت من 388 من جميع الرتب من الجيش الباكستاني تأسست في ديسمبر 1991 كقسم ملحق للأمراض غير المعدية.

### قوة مكافحة المخدرات
تأسست في 21 فبراير 1995 من خلال دمج فرقة العمل لمكافحة المخدرات مع الهيئة الباكستانية لمراقبة المخدرات.

### شعبة مكافحة المخدرات
تم إعلان وزارة مكافحة المخدرات في عام 2001 ولكن تم تحويلها إلى شعبة مكافحة المخدرات تحت وزارة الداخلية ومراقبة المخدرات في عام 2013

### وزارة مكافحة المخدرات
تأسست وزارة مكافحة المخدرات في أغسطس 2017.